# 淮德拉

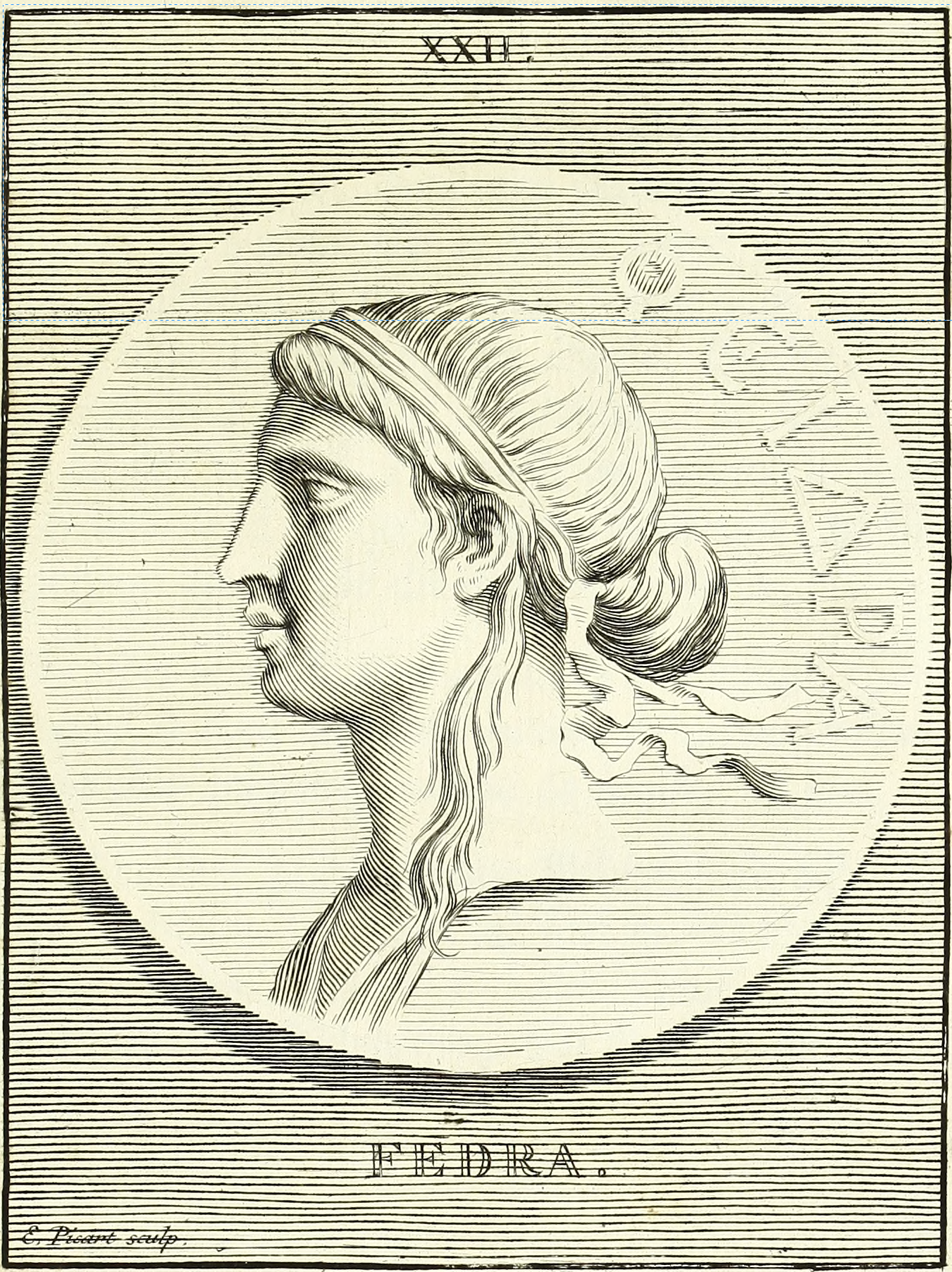
著作《淮德拉》的封面上描繪了淮德拉的想像圖

淮德拉（羅馬化：Phaidra）是希腊神话中的一个人物，她是弥诺斯的女儿，忒修斯的妻子，与忒修斯生得摩丰和阿卡瑪斯。

## 家庭
淮德拉是克里特之王弥诺斯和帕西淮的女兒，是阿卡卡利斯、阿里阿德涅、安德羅基厄斯、丟卡利翁、塞諾狄刻、格勞克斯和卡特勒厄斯的姐妹，也是半人半牛怪物米諾陶洛斯的同母異父手足。她是忒修斯的妻子，並是雅典的得摩豐和阿卡馬斯的母親。

## 神話故事
淮德拉与忒修斯结婚后又爱上了希波吕托斯，希波吕托斯是忒修斯强奸女王希波呂忒後生的儿子。有些传说的版本说希波吕托斯因为恼怒阿佛羅狄忒而献身于阿耳忒弥斯，阿佛羅狄忒因此让淮德拉爱上他来惩罚他，但是希波吕托斯拒绝了淮德拉的爱。另一个版本说淮德拉的佣女告诉了希波吕托斯，淮德拉爱上了他，希波吕托斯拒绝了淮德拉，但是宣誓他不会告诉别人這件事。作为报复淮德拉写信给忒修斯说希波吕托斯强奸了她。尔后她自杀。忒修斯相信了淮德拉的谎言，他使用波塞冬给予他的三个诅咒之一诅咒希波吕托斯。结果希波吕托斯骑的马被一只海兽給驚嚇到，将希波吕托斯抛到地上狂奔拖死。还有一个版本说忒修斯杀死希波吕托斯后淮德拉后悔她的行为而自杀，因为她本来不想让希波吕托斯死。后来阿耳忒弥斯将事实告诉了忒修斯。另外一个版本说淮得拉向忒修斯承认了事实，没有自杀。而驚嚇到希波吕托斯的马的是狄俄倪索斯送出的一头野牛。

## 文学
多部重要的文学著作里有淮德拉的故事，包括：
- 欧里庇得斯，《希波吕托斯》，古希腊剧作
- 塞內卡，《淮德拉》，拉丁剧作
- 拉辛，《淮德拉》，法国剧作
- 佩尔·奥洛夫·恩奇斯特，《蒂尔·淮德拉》，1980年，瑞典剧作
- 莎拉·肯恩《費德拉之愛》，1996年，英国剧作
- 马修·马奎尔《淮德拉》，1995年，英国剧作
- 罗宾逊·杰弗斯《考德》，1928年，英语长诗

## 音乐
许多音乐作品也适用淮德拉这个题材，包括：
- 本杰明·布里顿，1976年，《淮德拉》
- 橘夢樂團，1974年，《淮德拉》
- 南希·辛纳查和李·海佐伍德，